# Mario Ancona

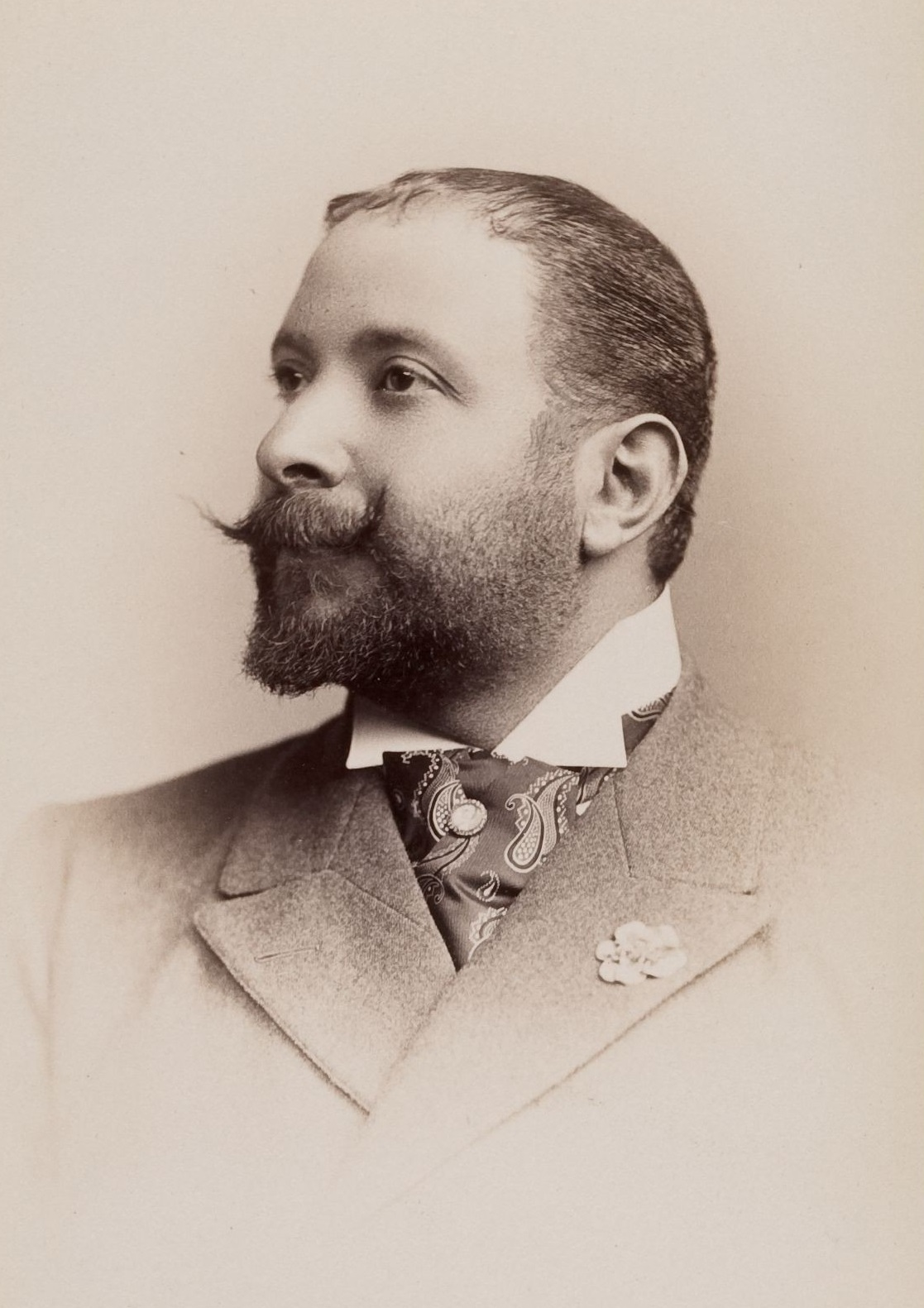
Mario Ancona

Mario Ancona (* 28. Februar 1860 in Livorno; † 23. Februar 1931 in Florenz) war ein italienischer Sänger (Bariton) und Gesangspädagoge.

## Leben
Ancona, Sohn des Bassisten Raffaele Ancona, studierte Sozialwissenschaften und Jura und schlug zunächst eine diplomatische Laufbahn ein. Nach Gesangsunterricht bei Giuseppe Cima in Mailand debütierte er 1880 als Amateursänger beim Concerto Maglioni. Seinen ersten professionellen Auftritt hatte er 1889 in Triest als Scindia in Jules Massenets Le roi de Lahore. An der Mailänder Scala sang er 1890 den Känig in Massenets Le Cid. Am Teatro Dal Verme sang er 1892 den Silvio in Ruggiero Leoncavallos Pagliacci.
Ab 1892 trat Ancona siebzehn Spielzeiten lang an der Covent Garden Opera auf. 1893 debütierte er an der Metropolitan Opera, wo er in drei Spielzeiten 92 Auftritte in siebzehn verschiedenen Rollen hatte. Von 1906 bis 1908 war er an der Manhattan Opera engagiert, 1913–14 an der Oper von Boston und 1915–16 an der Oper von Chicago. Gastspiele gab er u. a. in Kairo, Lissabon, Madrid, Paris, Warschau, Moskau, St. Petersburg und verschiedenen Städten Südamerikas. Sein Repertoire umfasste u. a. Rollen in Opern von Wolfgang Amadeus Mozart (Don Giovanni, Figaro), Giuseppe Verdi (Germont, Rigoletto, Renato, Amonasro, Iago, Don Carlo in Ernani), Richard Wagner (Wolfram, Telramund, Hans Sachs), Giacomo Puccini (Lescaut, Marcello), Pietro Mascagni (Alfio, David in L'amico Fritz) Giacomo Meyerbeer (Nevers in Les Huguenots) und Charles Gounod (Valentin in Faust). 1916 beendete er seine Laufbahn und ließ sich als Gesangslehrer in Florenz nieder.
Sein Repertoire beinhaltete fast die ganzen klassischen wie das veristischen italienischen Rollen seines Stimmfachs, dazu einige französische und einige Wagner-Partien (Telramund, Wolfram und Hans Sachs), die er sogar auf Deutsch sang.